# Judson Memorial Church
La Judson Memorial Church est une église interconfessionnelle située à New York, sur la partie sud du Washington Square Park à proximité de la New York University dans le quartier de Greenwich Village à Manhattan. Elle est affiliée aux Églises baptistes américaines USA, à l'Alliance des baptistes, et à l'Église unie du Christ. Elle est reconnue comme un centre important de promotion artistique depuis les années 1950.

## Histoire
En 1888, le pasteur Edward Judson de l’Église baptiste de Béréa avec le soutien de John D. Rockefeller et d'autres baptistes, ont débuté la construction d’un nouveau bâtiment au sud du parc. Il a été achevé en 1893 et nommé en l’honneur du père de Judson, Adoniram Judson, missionnaire en Birmanie.

## Mission
Elle fut notamment l'une des premières à New York à venir en aide aux drogués dans les années 1950, aux femmes qui souhaitaient avorter dans les années 1960, aux adolescents fugueurs et aux prostitués en difficulté dans les années 1970, et aux malades du sida dans les années 1980.

## Promotion de l'art contemporain
Au début des années 1950, sous l'impulsion du pasteur Bernard Scott, la Judson Church devient un lieu très actif de la création contemporaine, souvent radicale, en ouvrant ses portes aux recherches et performances de nombreux artistes de la scène new-yorkaise. Elle accueillit les premières expositions de Claes Oldenburg, Jim Dine, Robert Rauschenberg, Tom Wesselmann, Daniel Spoerri, et Red Grooms entre 1957 et 1959 avant qu'ils ne soient connus.
De 1960 à 1962, l'église fait la promotion des travaux chorégraphiques de danse post-moderne et de musique minimaliste autour d'un groupe constitué par Anna Halprin et composé des danseurs et chorégraphes Trisha Brown, Lucinda Childs, Steve Paxton, David Gordon (en), Merce Cunningham, Robert Ellis Dunn, et Yvonne Rainer ainsi que des compositeurs Terry Riley et La Monte Young qui aboutira à la fondation du Judson Dance Theater. En 1961, le Bread and Puppet Theatre y a présenté son premier spectacle :  Danse des Morts.